# Aber Vati! – Fünf Jahre danach
Aber Vati! – Fünf Jahre danach ist ein vom DDR-Fernsehen produzierter Film aus dem Jahr 1979.

## Handlung
Fünf Jahre sind seit der Hochzeit von Erwin und Monika Mai und ihrem Umzug von Ost-Berlin nach Grünfelde (Brandenburg) vergangen. Zur Familie gehört neben den 17-jährigen Zwillingssöhnen Uwe und Karl-Jörg und der 13-jährigen Fränze nun auch die 4-jährige Sophia, die von allen nur Zöpfchen genannt wird. Monika muss die Familie kurzzeitig verlassen, um an einer von ihrem Betrieb aus organisierten Weiterbildung teilzunehmen.
Uwe und Karl-Jörg haben inzwischen eine Ausbildung in der Landwirtschaft begonnen. Während Karl-Jörg den Beruf mit Begeisterung ausübt und auch in der Berufsschule mit guten Noten glänzt, will Uwe sich am liebsten gänzlich der Musik widmen. Uwe ist Mitglied einer Musikgruppe, die öfters im Kulturhaus in Grünfelde auftritt und dort auch ihren Proberaum hat. Edgar Sander bietet Uwe die vakante Stelle des Kulturhausleiters an, nach der abgeschlossenen Lehre, dem Grundwehrdienst bei der NVA und einem entsprechenden Studium versteht sich. Auch die Liebschaften der Zwillingssöhne sorgen für einige Verwirrungen. Uwe hat nach längerer Zeit ziemlich abrupt seine Beziehung mit Simone beendet und bandelt nun mit Birgit an, während Karl-Jörg sich bereits vor längerer Zeit schon unglücklich in Simone verliebt hat. Erwin will Uwe wegen seiner schlechten Leistungen in der Berufsschule bestrafen, indem er ihm die Gitarre wegnimmt und ihm für eine Weile Hausarrest erteilt. Doch Uwe tauscht kurzerhand mit Karl-Jörg die Rollen; so kann Uwe doch heimlich zur Band-Probe ins Kulturhaus gehen und Karl-Jörg wiederum löst für Uwe die Mathematik-Hausaufgaben aus der Berufsschule. Doch der Schwindel fliegt nach kurzer Zeit durch einen Nachbar von Familie Mai auf. Zusätzlich bekommt Erwin dann auch noch Ärger mit den Eltern von Birgit, denen die Liebschaft ihrer Tochter zu Uwe absolut ein Dorn im Auge ist. Zur moralischen Unterstützung reist dann Erwins Schwager Bruno nach Grünfelde an. Er kommt ohne seine Frau Elsbeth, Erwins Schwester, die momentan selbst verreist ist um die gemeinsame Tochter zu besuchen. 
Dennoch wendet sich alles zum Guten. Monika kehrt nach einigen Wochen von ihrer beruflichen Weiterbildung zurück, Karl-Jörg und Simone werden ein glückliches Paar, Uwe verbessert sich mit seinen Leistungen im Betrieb sowie auch in der Berufsschule und er bleibt nun mit Birgit zusammen. Letztendlich akzeptieren dann auch Birgits Eltern so langsam Uwe als neuen Schwiegersohn in ihrem Hause.
Bei der LPG kommt es aufgrund eines schweren Unwetters zu einem heftigen Wasserschaden. Doch sehr viele Einwohner von Grünfelde helfen von sich aus freiwillig den Mitarbeitern und Erwin lobt daraufhin die Zusammenarbeit und den Zusammenhalt der Dorfgemeinschaft, in allen Belangen.

## Hintergrund
Der Film wurde im Sommer/Herbst 1978 in Heinersdorf in Brandenburg gedreht. Seine Erstausstrahlung erlebte der Film am 25. August 1979 zur Hauptsendezeit im 1. Programm des DDR-Fernsehens.
Es handelt sich dabei um die Fortsetzung des dreiteiligen Films Aber Vati! aus dem Jahr 1974. Ursprünglich war keine Fortsetzung geplant. Da der dreiteilige Fernsehfilm bei seiner Erstausstrahlung allerdings in der DDR eine Einschaltquote von jeweils knapp 80 % aller Haushalte erreicht hatte und die Zuschauernachfrage über mehrere Jahre hinweg fortbestand, entschloss sich der Regisseur Klaus Gendries im Jahr 1978 schließlich dazu, einen weiteren Teil zu produzieren.